# 下司马镇
下司马镇（藏語：ཤར་གསིང་མ་），是中国西藏自治区日喀则地区亚东县下辖的一镇，为亚东县政府所在地。该镇东临不丹，西临印度锡金邦，境内的乃堆拉山口为中国和印度间重要的边贸通道。
1888年英藏战争后，根据《中英藏印条约》，下司马开埠，清朝在此设立海关。1906年，根据《中英续订藏印条约》，下司马成为英国的租界，英国在此驻有一个排的兵力，其商务代表享有领事裁判权。
1947年，印度独立后继承了英国在下司马的特权。1952年，中国人民解放军进驻亚东。经过中印两国的谈判，1954年4月29日根据《关于中国西藏地方和印度之间的通商和交通协定》，印度放弃了除亚东商务代表处房屋之外的所有特权，下司马恢复由中国行使主权。1955年4月11日，印度正式将下司马移交中国。1964年7月6日，建立下司马镇。
下司马镇现辖区面积为225.2平方公里，人口2783人，下辖有一个居委会和两个行政村。

## 行政区划
现辖：
下司马社区、春丕村和珠居村。

## 交通
- 562国道